# Латышский национальный романтизм
Латышский национальный романтизм — региональная вариация северного модерна, получившая широкое распространение в Риге первой половины XX века, преимущественно в период с 1905 по 1911 годы, в связи с бурным ростом города как крупнейшего индустриального центра Российской империи в период второй промышленной революции.

## Экономическая основа
По темпам роста населения Россия в период 1860—1910 гг. опережала все европейские страны.
Прирост городского населения был неравномерным в разных частях страны: в прибалтийских губерниях он составил за 1863—1897 гг. 192,6 % (сельского — только 10,6 %), в столицах 141,5 %, а в северных Архангельской, Вологодской, Олонецкой губерниях — только 30,6 %, уступая росту численности селян (32,0 %). Это стимулировало спрос на строительство, которое стало бурно развиваться в наиболее урбанизированных губерниях страны. К 1914 году население Риги достигло 558 тыс. человек, и по величине и промышленному потенциалу она уступала только Петербургу, Москве и Варшаве.
Доходный дом оставался на рубеже XIX и XX веков самым активным компонентом застройки Риги, особенно в центре города, отмечает историк архитектуры Янис Крастыньш. В промышленной архитектуре города мало что изменилось, тогда как московские и петербургские зодчие возводили новые железнодорожные вокзалы, банки, универмаги, особняки для крупных промышленников и торговцев. В центре Риги подобные задачи не имели базы, спрос на общественные здания был удовлетворён к 1905 году. А в доходном доме реализовывались вкусы заказчиков, среди которых заметное место получили латышские буржуа. Пользуясь ссудами различных кредитных организаций, латыши развернули широкое строительство жилых домов: по статистике 1907—1913 годов их доля среди домовладельцев достигла половины.
Основное внимание уделялось внешней отделке зданий. Латышский романтизм в городской архитектуре многоэтажных каменных домов со съёмными апартаментами также сыграл роль специфического индикатора общего финансового процветания зарождавшейся латышской буржуазии — можно утверждать, что этот стиль, развившийся всецело на национальной этнографической почве, обслуживал коммерческие интересы латышских домовладельцев и предпринимателей, являясь устойчивым выразителем их стабильного экономического положения, упрочившегося как раз к 1905 году. По сути же латышский национальный романтизм можно причислить к вариантным национальным интерпретациям рационального модерна, который пришёл на смену раннему декоративному направлению.

## Предыстория и основные установки

Дом по улице Альберта, 12

Среди разнообразия стилей архитектуры модерна латышский национальный романтизм представляет собой попытки создать самостоятельную, национально-самобытную архитектуру, что было тесно связано с общим подъёмом латышской культуры после революции 1905 года и выходом фундаментального собрания латышских дайн, собранных К. Бароном и изданных в Петербурге при содействии латышского богача Генриха Висендорфа и Императорской Академии наук.
Развивался на основе эстетических концепций традиционного европейского модерна, стал своеобразной национально обусловленной реакцией на декоративное ответвление «нового стиля», а также на другое «национальное» ответвление под условным названием финский национальный романтизм, который зародился в скандинавских странах на рубеже столетий, где и приобрёл высокую популярность (Л. Сонк, Э. Сааринен, Г. Гезеллиус, А. Линдгрен). Об этом архитектурном направлении художник Янис Розенталь писал: «Молодые финские архитекторы стремятся к достижению впечатления мощных, динамических ансамблей и гораздо меньше к симметрии… Башни, эркеры и лоджии вводятся с целью оживления фасада. Стены, напротив, оставляют гладкими, без всяких профилей и орнаментов. Последние используются крайне скупо или концентрируются в таком месте, где они обретают смысл и значение… Взято за правило стремиться к их самостоятельной художественной ценности и оригинальности». Он подчёркивал стремление финских архитекторов использовать природный материал, а не имитацию. Даже штукатуркой стремятся не имитировать гранит или мрамор, но выявить эффекты, свойственные этому материалу: создать фактуру через сочетание гладких и грубых поверхностей. Но самой главной чертой является стремление удобных и светлых внутренних помещений.
Сами финны связывали своеобразие своей архитектуры с влиянием американского и европейского зодчества, отрицая внешние проявления национализма. Фактически о латышском архитектурном романтизме можно говорить как об аутентичной попытке создания канонов национального зодчества, обусловленной условиями эпохи своеобразного «золотого века» (в масштабах Европы и мира этот период получил название Прекрасная эпоха) в развитии рижской промышленности, экономики, латышской национальной культуры. Тенденции развития Прибалтийского края и Финляндии были схожи, и финская архитектура придала импульс латышским архитекторам в их творческих поисках, полагает Я. Крастыньш.
В 1901 году доля рижских домовладельцев-латышей составил 44,7 % от общего числа владельцев недвижимости в городе. На уровень культурного самосознания латышей повлияла активная общественная и архитектурная деятельность Яниса-Фридриха Бауманиса, первого архитектора-латыша, получившего высшее образование в Императорской Академии художеств. Всего архитекторам-латышам в период господства стилевых принципов национального романтизма удалось спроектировать и построить более 40 % от общего числа капитальных жилых домов в Риге в период с 1905 по 1911 год: свыше 140 из более чем 500.

## Характерные черты[5]
- Отказ от приёмов архитектуры XIX века, ориентированной на выстраивание квартир вдоль фасада с анфиладами светлых комнат и тёмными подсобными помещениями, переориентация на комфортное проживание и удобство.
- Использование широкого ассортимента строительных материалов, в том числе природных, и приёмов отделки зданий с ориентацией на характерные особенности применяемого материала.
- Экспрессивно-тяжеловесный архитектурный образ.
- Типичные для модерна принципы художественной композиции: динамизм, асимметрия, «живописное» пятно и другие.
- Использование этнографических элементов в отделке зданий, народных мотивов и орнаментов на фасадах.
- Регулярное применение открытых металлических консолей (выступов в стене, поддерживающих элементы фасадов, такие, как балки и карнизы), перемычек и перекладин, каменных выпирающих частей главного фасада (эркеров и ризалитов), которые часто бывают обрамлены и даже изящно «обыграны» (в соответствии с утилитарно-функциональным подходом, принятым в идеологии модерна) с помощью этнографического орнамента.
- Признаки, относящиеся к строительному канону деревянного национального сельского зодчества: подчёркнутая крутизна крыш зданий, демонстративно скошенные верхние или боковые части оконных проёмов, интенсивное использование стилизованных орнаментов и чётких этнографических рельефных изображений (не абстрактных зоо- или антропоморфных, как в раннем декоративном ар-нуво, перенасыщенном символами и эмблемами, а нарочито простых и исчерпывающих в своей простоте — девушка в национальной одежде, латышский крестьянин с инструментами для пахоты, пчела, борть, пышные колосья ржи или пшеницы, папоротник, танцы у костра в языческий праздник Лиго и т. д.), а также обыгрывание традиционных мотивов деревянных опор и других конструктивных элементов, свойственных крестьянским, рыбацким избам и ремесленным мастерским разных регионов Латвии. Одним из наиболее часто встречающихся орнаментов, который фактически определяет принадлежность здания к данному стилю — искусно имитированный фахверк; из растительных орнаментов достаточно часто встречаются сосновые и еловые ветви, дубовые и липовые венки; из образцов зоологического орнамента — белки (например, на доме по адресу улица Альберта, 12, который считается ортодоксальным примером латышского национального романтизма в Риге), клесты и пчёлы.

## Архитекторы-латыши[5]
Плеяду латышских архитекторов открывают К.Пекшен и О.Баар, которые начали самостоятельную карьеру ещё в XIX веке. Вместе с произведениями Яниса-Фридриха Бауманиса их работы составили около 40 % общего объёма капитальной застройки Риги на рубеже веков. Первые произведения в стиле национального романтизма были созданы в мастерской К. Пекшена, где тогда работали Э. Лаубе и А. Ванаг. Они стали ведущими мастерами этого стиля, а Эйжен Лаубе — ещё и его идеологом.
- Константин Пекшен, работавший в прогрессивном строительном бюро Яниса Фридриха Бауманиса, один из создателей Рижского общества архитекторов, построил более 250 домов в данном стилевом направлении;
- Эйжен Лаубе, его ученик, впоследствии почётный доктор архитектуры (с 1930 года), кумир Карлиса Ульманиса, питавшего страсть к архитектурным изыскам с национальным колоритом, талантливый преподаватель во многих высших школах, построил 83 дома;
- Янис Алкснис, чьё творчество отличается ярко выраженной вертикально-рациональной составляющей, автор первого в Риге многоэтажного здания с монолитным железобетонным каркасом (здание банковского комплекса на улице Калькю, 15, датированное 1913 годом), построил всего 129 домов. Однако стиль латышского национального романтизма был для него лишь кратковременным увлечением[5];
- Александр Ванагс, получивший строительное право в Санкт-Петербурге в 1902 году и открывший впоследствии независимое строительное бюро с мастерскими для молодых архитекторов, стал автором 71 проекта капитальных жилых домов;
- Эрнест Поле, работавший в строгом рациональном или неоклассическом стиле, считается автором 32 — 34 домов в центре Риги, которые принадлежат к национальной концепции в архитектуре. Одна из первых его работ — здание Ссудо-сберегательной кассы рижских ремесленников на ул. Элизабетес, 14, навеянное впечатлениями от посещения Финляндии и знакомством с мастерской Г. Гезеллиуса, А.Линдгрена и Э. Сааринена в 1903 году[5];
- Мартин Нукша является автором 20 домов;
- По проектам будущего латвийского советского архитектора, первого в Латвии специалиста по строительным конструкциям, разработчика терминологического словаря Августа Яновича Мальвеса также было построено около 20 домов в этом стиле, некоторые совместно с Эйженом Лаубе.

## Образцы[5]

Дом по улице Бривибас, 62

Первым проектом в стиле латышского национального романтизма стало здание на ул. Мариинской, 26, проект которого глава бюро К. Пекшен подписал в 1905 году. Окончательный вариант фасада разработан при участии Э.Лаубе, на нём красуется надпись по-латышски: «Mans nams — mana pils» («Мой дом — моя крепость»), выражающий идеалы ставшего состоятельным латышского буржуа. Оконные проёмы со скошенными верхними углами ассоциируются с крестьянскими домами, орнаменты перебивают ритмичный строй окон, асимметричный фасад отделан различной по фактуре штукатуркой.
На фасаде школы Кеныня (Тербатас, 15/17) проявлены новые свойства известных материалов: вместо штукатурки применён грубо тесанный тёмно-серый пористый известняк, красный кирпич, имеются вставки из зелёных изразцов и гладкой розовой штукатурки. Окна имеют характерные скосы в верхней части, а на фасаде выступают опорные части конструкции здания.
Аналогичным образом решен фасад доходного дома на Тербатас, 33/35: оштукатуренные поверхности разнообразной фактуры чередуются со вставками из кирпича и тёмного гранитного щебня. Балконный парапет на третьем этаже украшает латышский орнамент.

Орнаментальные украшения стали характерной чертой зданий национального романтизма и зданий на ул. Авоту, 3 и 5, Динабургской, 10/12.

Дом по улице Тербатас, 15/17

Основные наиболее примечательные сооружения в стиле национального романтизма, которыми наполнен центр Риги, где этот стилевой вариант оставил самые яркие следы, расположены на периметральной застройке центральных рижских улиц Александра Чака, Кришьяня Валдемара, Бривибас, Тербатас, Кришьяня Барона и др. Конкретные дома, построенные в данном стилевом направлении и заслуживающие внимания, относятся к творчеству конкретных архитекторов.

### Константин Пекшен
- Дом по улице Альберта, 12, который строили Пекшен и Лаубе совместно в 1903 году; с середины 1970-х годов на четвёртом этаже дома располагается мемориальный музей-квартира основоположника национальной плановой живописи Яниса Розенталя, известного латышского драматурга Рудольфа Блауманиса и жены Розенталя Элли Форсель, певицы с ярким колоратурным сопрано из Финляндии;
- Дом по улице Тербатас, 15/17 (ныне — Рижская средняя школа № 40 с углублённым изучением европейских языков), построен Константином Пекшеном в 1905 году;
- Дом по улице Тербатас, 33/35, строили Пекшен и Лаубе в 1906 году;
- Дом по улице Бривибас, 88, который Пекшен строил совместно с Эрнестом Поле и Янисом Алкснисом, в 1910 году — им помогал инженер Всеволод Михайлович Келдыш, специалист в области строительных конструкций;
- Бульвар Атиса Кронвалда, 10 (1907 год). Здание вписано в участок случайной конфигурации. В отделке использованы несколько сортов природного камня, красный кирпич, дерево, отделка штукатуркой различных цветов[5].

### Эйжен Лаубе
- Улица Бривибас, 47 и 62, а также улица Альберта, 11 (все дома — 1908 года; в последнем располагалось торговое представительство Советской России в Латвии, в начале 1920-х годов в нём с лекцией о новейших тенденциях российской поэзии побывал Владимир Владимирович Маяковский);
- Улица Гертрудес, 23/25 (также Дом Кемпеля, 1909 год);
- Улица Кришьяня Валдемара, 67 (1909 год), в котором проживал талантливый латышский композитор и органист Альфред Калныньш, один из основоположников национальной сольной и хоровой песни;
- Комплекс жилых зданий по следующим адресам: улица Лачплеша (бывшая Романовская — названа в честь русской семьи купцов-огородников), 70, 70а и 70б, а также здания по улице Авоту под номером 20 и 22 и дом № 29 по улице Эрнеста Бирзниека-Упитиса формируют рижский Романовский базар, автором застройки которого является архитектор Лаубе. Следует отметить, что в одном из авторских проектов зодчего (Лачплеша, 70а) располагалось его строительное бюро.

- Дом по улице Чака, 83/85, в котором проживал советский химик-органик, основоположник самостоятельного научного направления в органической химии Густавс Ванагс;
- Улица Тербатас, 49/51, дом построен архитектором в 1909 году.

### Александр Ванагс
- Дом по улице Бривибас, 58 (1906 год), где проживала писательница Анна Бригадере;
- Дома по улице Кришьяня Валдемара: дом № 69 (датируется 1909 годом), дома № 71 и 73, построенные в 1910 году;
- Дома по улице Кришьяня Барона, 30 (1907 год), 62 (1909 год) и 67 (1911 год);

Дом по улице Гертрудес 23/25

- Дом на ул. Бривибас, 61.

### Август Малвес
По проектам Августа Яновича Малвеса в Риге были построены следующие примечательные дома:
- Улица Стабу, 99 (здание по этому адресу построено в 1909 году и имеет интересный портал, отделанный каменными кирпичами из пористого известняка[5]);
- Улица Кришьяня Валдемара, 18 (1910 год). Фасад здания украшают своеобразные щипцы вытянутой формы и сильно выступающий подковообразный карниз[5];
- Здание на левобережье Даугавы, которое расположено по адресу улица Кугю 11/13 (работа выполнена Малвесом совместно с Эйженом Лаубе в 1911 году) — функционировало как жилой дом в период Российской империи, в советский период в здании находилось городское педагогическое училище № 1;
- Дом по улице Таллинас, 90, также украшен «щипцами»[5].

### Работы немецких архитекторов
В то же время достойны упоминания работы прибалтийско-немецких архитекторов, которые украшают современную Ригу и также относятся к стилевому направлению национального романтизма. Речь идёт об оригинальном проекте водонапорной башни по адресу улица Алисес, 10а (находится в микрорайоне Агенскалнс, 1910 год), автором которой является известный остзейский строительный мастер Вильгельм Людвиг Николай Бокслаф. Этот же архитектор является автором рижской лютеранской церкви Святого Креста, которая располагается в микрорайоне Чиекуркалнс, отстроенной в лучших традициях национального романтизма в 1908—1909 годах.
Известно, что много работал на ниве национального романтизма другой архитектор-немец Александр Шмелинг, которому принадлежало здание по улице Бривибас, 68, построенное на раннем этапе в 1903 году. Он же построил типичное для национального романтизма здание на ул. Гертрудес, 38.
Фасад дома Детмана на улице Тиргоню, д. 4 разработал архитектор из Любека Карл Ган.
|                           |  |                                               |  |                           |
| Дом по улице Бривибас, 68 |  | Орнамент на фасаде дома по улице Альберта, 12 |  | Дом по улице Бривибас, 58 |

## Отход от национального романтизма
В конце первого десятилетия XX века наметился отход от национального романтизма: даже его горячие сторонники убедились, что традиционные формы традиционного деревянного зодчества плохо применимы в городском строительстве. Периодически это стилевое ответвление подвергалось довольно жёсткой критике за излишнюю, как казалось историкам-современникам, формалистическую направленность. Эта критика звучала даже в пору расцвета национального романтизма в губернской столице. Тем не менее неоспоримым достоинством архитектурного романтизма с национальным оттенком следует считать воплощение черт регионального характера в урбанистическом зодчестве. Впоследствии эта стилистика оказала существенное влияние на архитектуру Риги середины-конца 1920-х годов, а также предопределила своеобразие городского облика на много лет вперёд.